# Place Jacques-Bainville
Pour les articles homonymes, voir Jacques Bainville et Bainville.
La place Jacques-Bainville est une voie du 7e arrondissement de Paris, en France.

## Situation et accès
La place Jacques-Bainville est une voie publique située dans le 7e arrondissement de Paris qui débute au 229, boulevard Saint-Germain et se termine au 6, rue Saint-Dominique.

## Origine du nom
Elle tire son nom de l'historien Jacques Bainville (1879-1936).

## Historique
Cette place, ouverte et alignée par un décret du 28 juillet 1866, reçoit un toponyme par des arrêtés des 8 juin et 8 novembre 1961.
Elle accueille un accès à la station de métro Solférino.

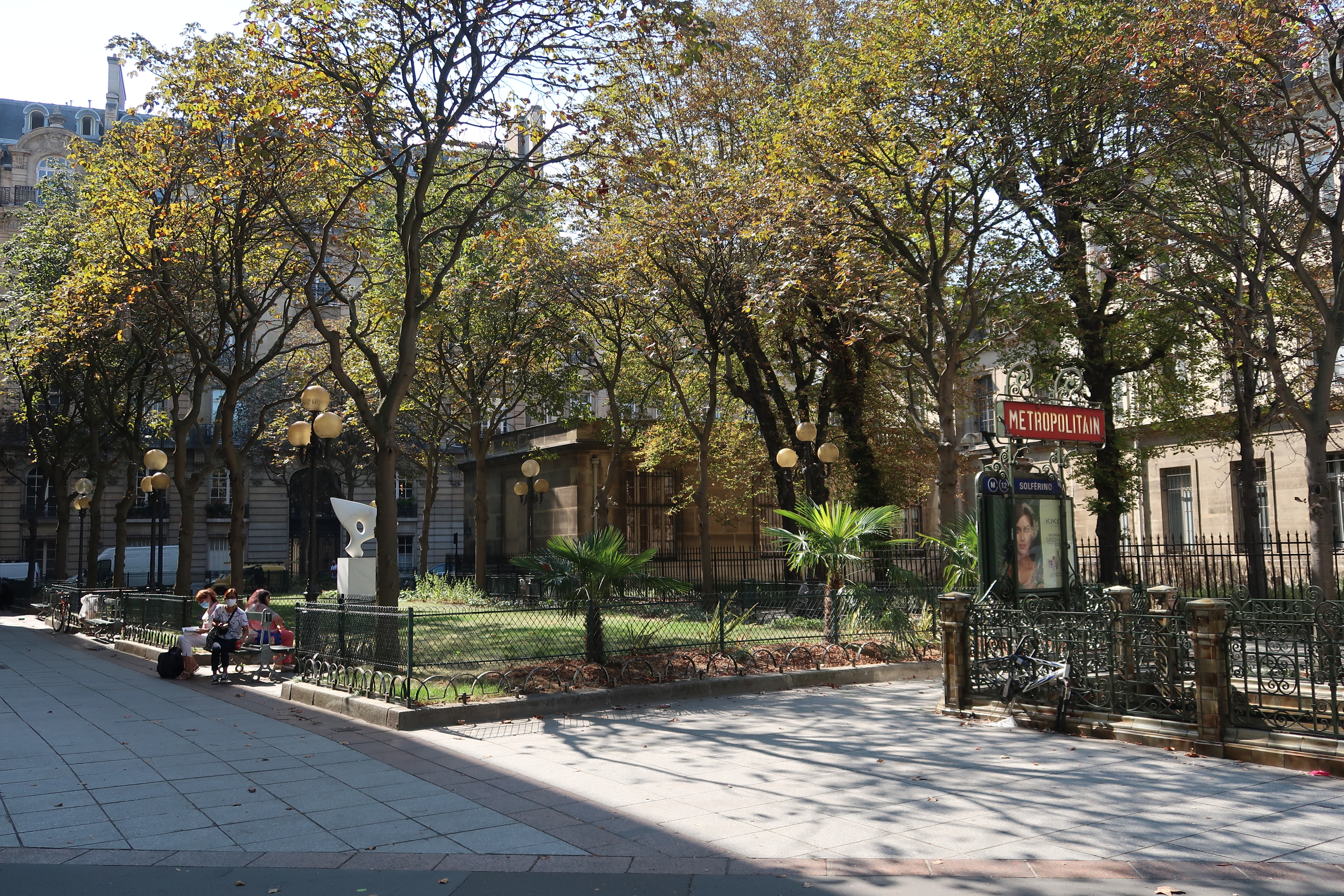
La place et l'entrée du métro.